# اس‌اس آلاباما

اس‌اس آلاباما (به انگلیسی: SS Alabama) یک کشتی است که طول آن ۲۷۵ فوت (۸۴ متر) Length overall می‌باشد. این کشتی در سال ۱۹۰۹ ساخته شد.